# Emil Polke
Emil Polke (5. března 1858 Město Albrechtice – 10. ledna 1930 Vídeň) byl rakouský sociálně demokratický politik, na počátku 20. století poslanec Říšské rady, v meziválečném období poslanec rakouské Národní rady.

## Biografie
Vychodil národní školu. Angažoval se v Sociálně demokratické straně Rakouska. Byl redaktorem vídeňského listu Volkswacht. Z politických důvodů byl opakovaně soudně trestán. Později působil jako předseda sociálně demokratické strany v Dolních Rakousích a zasedal ve Vídeňské obecní radě.
Na počátku 20. století se zapojil i do celostátní politiky. Ve volbách do Říšské rady roku 1911 získal mandát v Říšské radě (celostátní zákonodárný sbor) za obvod Dolní Rakousy 41. Usedl do poslanecké frakce Klub německých sociálních demokratů. Ve vídeňském parlamentu setrval až do zániku monarchie.Profesně byl k roku 1911 uváděn jako soukromý úředník.
Po válce zasedal v letech 1918–1919 jako poslanec Provizorního národního shromáždění Německého Rakouska (Provisorische Nationalversammlung), následně od 4. března 1919 do 9. listopadu 1920 jako poslanec Ústavodárného národního shromáždění Rakouska a pak byl od 10. listopadu 1920 do 20. listopadu 1923 poslancem rakouské Národní rady, stále za rakouskou sociálně demokratickou stranu.